# Prémétro de Bruxelles
Pour un article plus général, voir Tramway de Bruxelles.
Le prémétro de Bruxelles a été construit pour faire circuler des tramways en souterrain avant d’être converti à terme en métro lourd. La première ligne fut inaugurée le 20 décembre 1969 et reliait la station Schuman à De Brouckère. Dans les années 1970, trois autres lignes furent créées : l’axe nord-sud (Gare du Midi-Gare du Nord), la grande ceinture (Boileau-Diamant) et la petite ceinture (Louise-Rogier).

## Conversion en métro lourd
En 1976, le tronçon Schuman-De Brouckère desservi par les trams 25, 39 et 44 fut converti en métro lourd, laissant place aux lignes 1A et 1B (emprunté depuis avril 2009 par les lignes 1 et 5 ) reliant le centre-ville à Auderghem et Woluwe-Saint-Lambert. La petite ceinture empruntée elle par les trams 2, 18, 19, 32, 101, 102 et 103 fut convertie en métro lourd le 2 octobre 1988 laissant place à la ligne 2 (à laquelle s'ajoute la ligne 6 , depuis avril 2009).
L’axe nord-sud est toujours exploité en prémétro par les lignes 3 et 4. Avant la restructuration de 2007, il était emprunté par les lignes 23, 52, 55, 56, 81 et 90. Cet axe majeur du réseau de la STIB sera converti en métro lourd entre la station Albert et la gare du Nord, avec un prolongement jusqu'à Bordet Station à Evere. Les travaux de la future ligne 3 du métro débutent en 2020.
Une autre solution selon le plan cityvision[réf. souhaitée] est de garder le tram sur cette ligne, mais de l'exploiter par des tramways type T4000, en améliorant en profondeur la vitesse en surface[pas clair] et avec un renouvellement de la signalisation. Ce projet aurait l’avantage de retrouver un concept proche d’avant 2007[pas clair] et de permettre de venir du nord ou du sud vers le centre sans changer de moyen de transport (si une ligne de métro voit le jour ça aura l’inconvénient de la correspondance), à ce moment-là on ne parlerait plus de pré-métro pour cette ligne mais de Semi-métro.
Enfin, une station "prémétro" supplémentaire (qui n'est pas vouée à devenir une station de métro lourd) existe à l'arrêt Simonis sur les lignes 9 (terminus) et 19. Celle-ci se situe dans un tunnel en demi-cercle construit lors de l'aménagement de la station des métros 1A et 2 afin, d'une part, de permettre des correspondances plus aisées pour les voyageurs, et d'autre part, d'éviter aux trams la circulation automobile en surface. Une station similaire existe également au terminus des trams 39 et 44 de  Montgomery , qui elle est une véritable station de prémétro pour les lignes 7 et 25 sur la grande ceinture. Ce tunnel relie la station Boileau à la place Meiser en passant par le square Montgomery. Les lignes 23, 24 et 90 y circulaient jusqu'en 2007 pour le 90 et 2011 pour les autres.

## Axe prémétro nord-sud (ancienneligne 3)

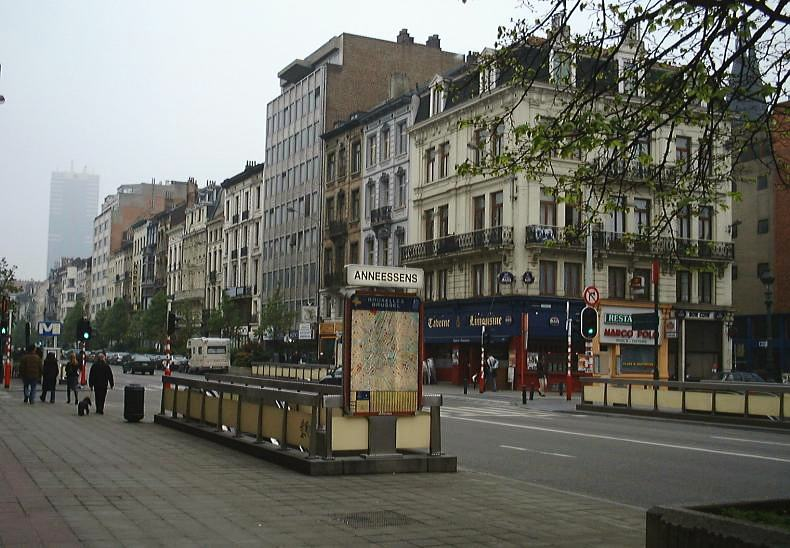
Station Anneessens de la ligne Nord-Sud.

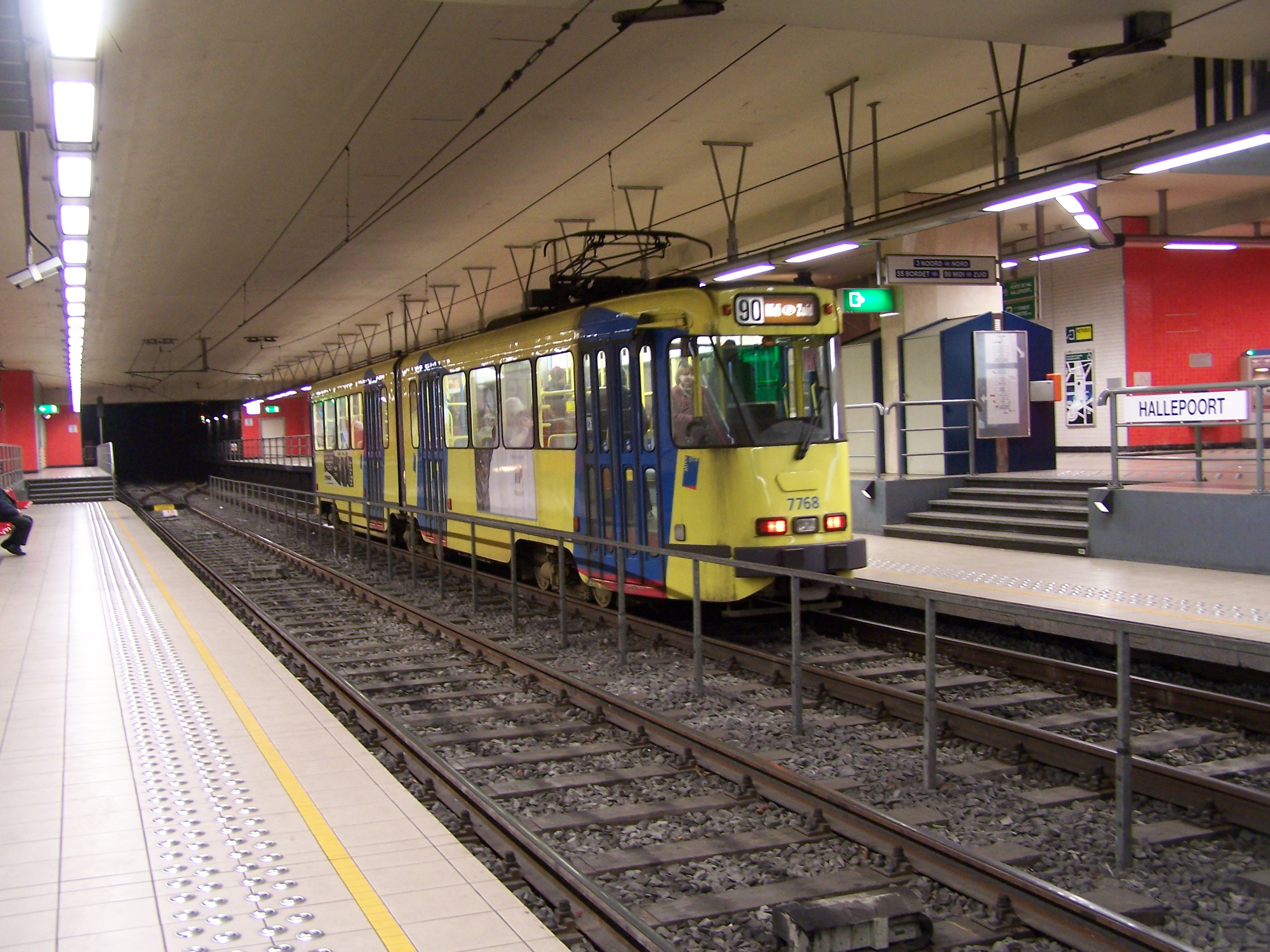
Station Porte de Hal de la ligne Nord-Sud. On remarque la différence de hauteur entre les quais de prémétro et ceux (à l'arrière-plan) déjà prêts pour le métro.

Longtemps prédestiné à l'aménagement d'une ligne de métro lourd sous le numéro 3, l'axe Nord-Sud (en) est étroitement lié à l'histoire de la Capitale. Sous l'égide de Léopold II, Charles de Brouckère, bourgmestre de la ville de Bruxelles, lança le chantier de la couverture de la Senne en 1867 (terminé en 1871) car son flot était incontrôlable et peu propice à la navigation des navires de marchandises. De plus, elle était porteuse de peste et de choléra et elle empêchait le développement de la ville vers l'ouest. Les techniques de construction ayant évolué, le cours de la Senne fut dévié et le pertuis original de cette dernière fut réaménagé en 1972 comme prémétro. Durant les travaux, on retrouva les ruines de l'ancienne ville médiévale ainsi que les embarcadères de l'église Saint-Nicolas à hauteur de la station Bourse.
Un musée fut créé sur l'emplacement et est toujours ouvert.
Le trajet sous les grands boulevards du centre furent également envisagés dans les années 1930 pour construire la jonction Midi - Nord de la SNCB avant que les experts ne se rendent compte que le passage était trop étroit pour 6 voies de chemin de fer.
Lors de l'ouverture de la ligne, les tramways roulaient en souterrain de la Gare du Nord à la station Lemonnier. La ligne fut ensuite prolongée jusqu'à la Gare du Midi avant qu'en 1993, après plus de 15 ans de travaux, ne soit ouvert un deuxième tunnel permettant de relier la Gare du Midi à la Place Albert via la Porte de Hal. Ce dernier tronçon permet aux trams de parcourir le trajet entre ces 5 stations en 7 minutes de moyenne contre 25  à   30 minutes par l'ancien tronçon en surface.
La STIB et les autorités bruxelloises n'abandonnent pas le projet de transformation en métro lourd de l'axe nord-sud, cette conversion est même déjà en cours depuis 2019 ; il est prévu que la partie existante (Albert – Gare du Nord) passe en service métro en 2024. Le prolongement de la ligne 3 vers le nord est en cours également ; la mise en service de l'ensemble est prévue pour 2025 ou 2026. La mise en métro lourd de la ligne 3 nécessite la modification du parcours actuel entre Lemonnier et la Gare du Midi, en raison d'une part, du trop faible rayon de courbure du tunnel, et d'autre part, du croisement avec les lignes de tram 32, 81 et 82. L'exploitation en métro lourd se ferait dès le départ avec du matériel entièrement automatique.
Petite particularité, cette ligne étant destinée à terme au métro lourd, plusieurs stations ont des configurations différentes :
- Station Gare du Nord : elle comporte 4 quais afin de séparer les trams empruntant l'axe Nord-Sud de ceux ayant leur terminus à la station Rogier. Ce système est d'application depuis la mise en service du nouveau plan Tram et des lignes 3 et 4, le 30 juin 2008. Contrairement aux autres stations, elle est seulement équipée de quais bas, les voies du futur métro seront donc abaissées par rapport à leur niveau actuel[5].
- Station Rogier : elle est composée de 3 niveaux car elle devait à l'origine accueillir le terminus de la ligne 5 du métro. Le niveau supérieur accueille aujourd'hui les lignes 2 et 6 du métro suivant à cet endroit le boulevard Botanique en direction est ↔ ouest. Le niveau intermédiaire permet l'intercirculation des voyageurs et accueille aussi un terminus de tram où arrivent depuis 2008 les lignes desservant le nord de Bruxelles (25, 55). Enfin, le niveau inférieur accueille aujourd'hui les lignes 3 et 4 du prémétro nord ↔ sud que remplacera bientôt le métro lourd.
- Station Anneessens : L'espace mezzanine au-dessus de la station de l'axe nord-sud sert aujourd'hui de lieu de passage, il existe un projet de boîte de nuit dans les locaux inutilisés. Un espace sous la station de l'axe nord-sud existe, il devait être une partie de l’emplacement d’une station perpendiculaire pour la ligne de métro 4.
- Station Lemonnier : dernière station du pertuis de la Senne, la station actuelle ne peut accueillir que des trams. La station de métro lourd, qui sera baptisée Toots Thielemans en l'honneur de l'harmoniciste, se trouvera à proximité de la station existante, mais pas au même endroit, l'angle pour rejoindre la gare du Midi étant trop faible pour une exploitation en métro lourd. Dans les plans originaux, la station devait servir de lieu de stockage des rames et devait permettre à celles-ci de faire demi-tour entre les stations Bourse et Gare du Midi. Cette trémie (à ciel ouvert) est aujourd'hui utilisée par les trams 51 et 82 pour rejoindre le Boulevard des Abattoirs et la petite ceinture à la Gare du Midi.
- Station Gare du Midi : les lignes 2 et 6 (métro) et 3 et 4 (prémétro, futur métro nord-sud) se croisent sur des quais communs et à contre-sens. En attendant leur mise en métro lourd, les quais de prémétro comportent une partie surbaissée pour les trams.
- Station Albert : avant le début des travaux du métro, les trams s'arrêtent à des endroits différents. En effet, La ligne possède deux trémies de sortie au sud. La station aurait dû, dans les plans originaux, permettre le passage des lignes 3 et 5, d'où la construction d'un vaste hall-mezzanine au-dessus des voies et la création de deux quais transitoires, fort étroits. Cette station est en cours de transformation pour accueillir un terminus tram et un terminus métro sur des niveaux différents. Le terminus tram accueille déjà depuis fin 2023 la ligne 18 et devrait à terme également accueillir les terminus des lignes 4 et 7.

En 2004 débutèrent les travaux de réaménagement des quais centraux des stations Gare du Nord, Rogier, De Brouckère, Bourse et Anneessens. Établis sur le gabarit des rames de métro, les quais centraux jusqu'ici inutilisés ont été rabaissés sur le même niveau que les quais extérieurs afin d'accueillir les nouveaux trams de type 3000 (en 2006) et 4000 (en 2007) afin que les passagers descendent des véhicules sur les quais extérieurs tandis que les passagers montants emprunteront le quai central.
L'axe Nord-Sud croise les lignes 1 et 5 à la station De Brouckère et les lignes 2 et 6 aux stations Rogier, Porte de Hal et Gare du Midi.
À la suite de la restructuration du réseau ferré de la ville de 2006 à 2009, l'axe n'est plus parcouru en entier que par 2 lignes (contre 6 précédemment) de trams de long gabarit (trams 3000 et 4000) : la ligne 3 de Churchill à Esplanade (Plateau du Heysel) et la 4 de la Gare du Nord à la station de Stalle (parking de délestage d’Uccle). De plus, la ligne 51 empruntait l'axe entre les stations Lemonnier et Albert jusqu'au 5 novembre 2022, date à laquelle est est scindée temporairement en deux sections conservant toutefois l'indice 51 (Van Haelen - Altitude Cent jusqu'en septembre 2023 et Gare du Midi - Stade).
Le 23 septembre 2024, la ligne 3 est remplacée par la ligne 10 prolongée jusqu'à Hôpital Militaire.

### Stations de l'axe Nord-Sud
Les stations de l'axe Nord-Sud :
- Gare du Nord
- Rogier
- De Brouckère
- Bourse - Grand-Place
- Anneessens-Fontainas
- Lemonnier
- Gare du Midi
- Porte de Hal
- Parvis de Saint-Gilles
- Horta
- Albert

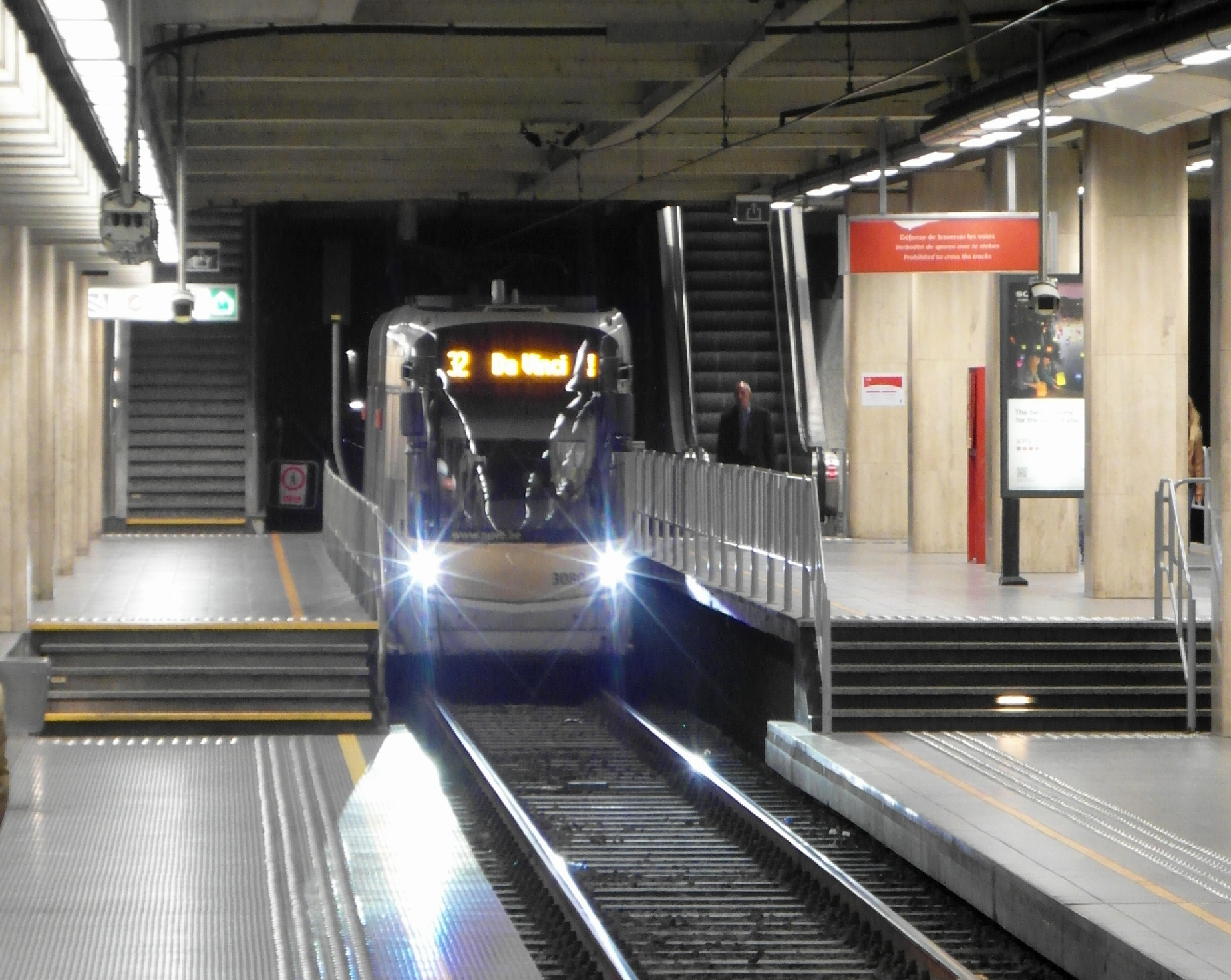
Bourse - Grand-Place

Les futures stations de l'axe Nord vers Schaerbeek et Evere seront localisées comme suit, :
- Place Liedts
- Place Colignon
- Rue Waelhem (qui donne sur la place Eugène Verboekhoven)
- Square François Riga
- Rue du Tilleul
- Place de la Paix
- Gare de Bordet

### Lignes de l'axe Nord-Sud
Six lignes parcourent l'axe Nord-Sud :
- La ligne 4
- La ligne 10
- La ligne 18 : uniquement la station Albert
- La ligne 25 : uniquement les stations Gare du Nord et Rogier
- La ligne 55 : uniquement les stations Gare du Nord et Rogier
- La ligne 82 : uniquement la station Lemonnier
- La ligne 51 : uniquement la station Lemonnier

Les lignes 51, 81 et 82 desservent aussi la gare du Midi par son accès rue Couverte qui ne fait pas partie de cet axe prémétro (et bientôt métro).

### Prolongement et conversion en métro lourd

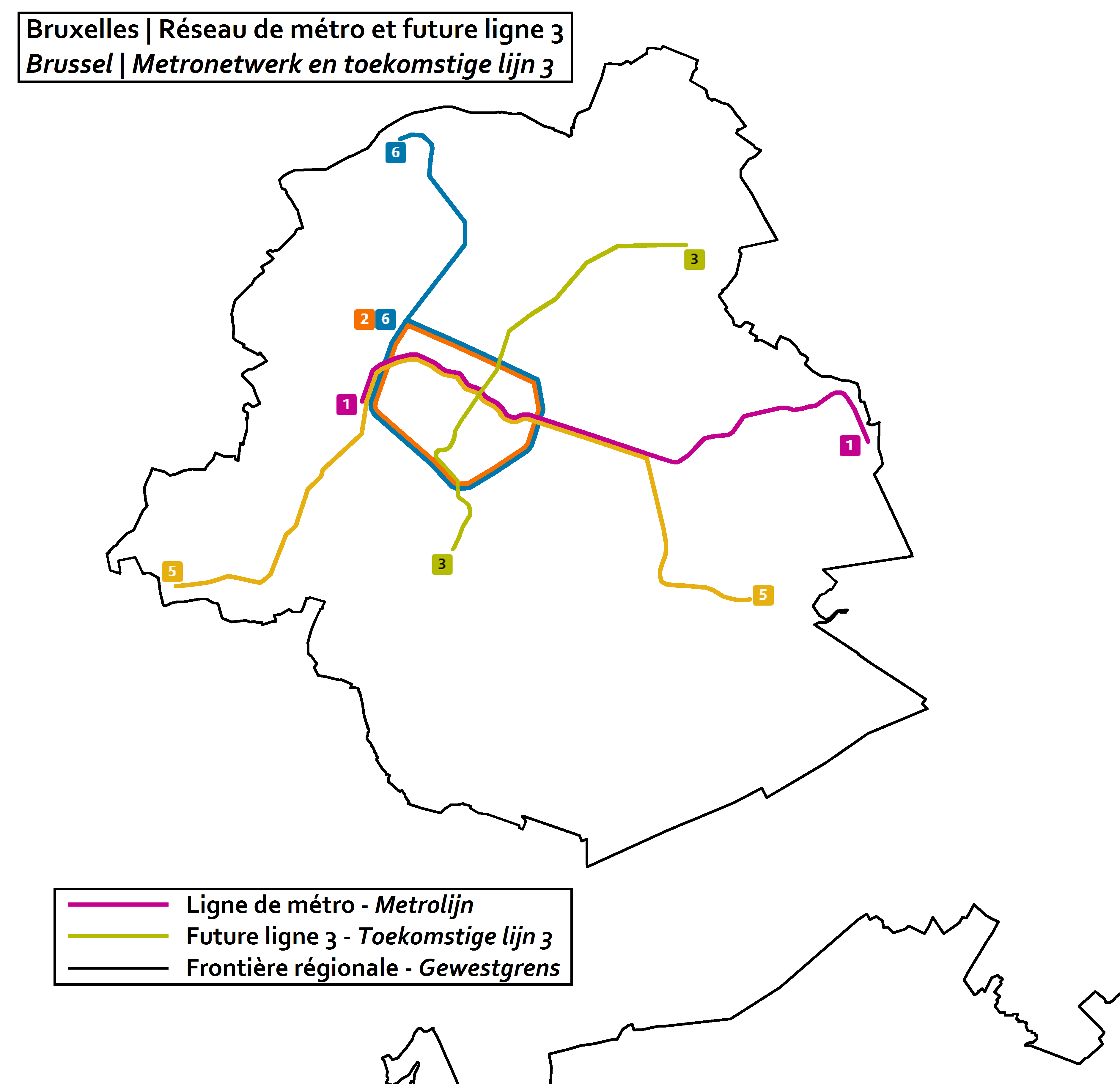
Localisation de la future ligne 3 au sein du réseau de métro de la STIB

Le nouveau contrat de gestion de la STIB (2012-2016) prévoit des investissements dans le prémétro bruxellois.
Pour la période 2017-2020, il planifie le prolongement de l'axe Nord-Sud jusque Bordet, et sa transformation en métro lourd.
Après 2020 : une étude devrait déterminer le prolongement de la ligne Nord-Sud vers Uccle.
Une étude commandée par Beliris a étudié trois scénarios souterrains : l'itinéraire « quartiers denses » (4,8 km, 9 stations), l'itinéraire « Schaerbeek Gare » (5,2 km, 9 stations) et l'itinéraire « Bertrand/Haecht » (4,7 km, 7 stations). Les données de l'étude semblent favoriser le premier itinéraire. En outre, l'étude de Beliris s'est penchée sur un prolongement au-delà de la ligne, vers Haeren et Schaerbeek-formation, d'une longueur de 2,4 km et avec la construction de 2 nouvelles stations. Enfin, dans ses recommandations finales, elle prône la mise en place directe d'un métro automatique, sans passer par les étapes « prémétro » et « métro classique ».
Les travaux ont commencé en 2019, l'entrée en service du métro lourd est prévue entre 2024 et 2026,.

## Axe prémétro de grande ceinture (ancienneligne 5)
La station souterraine Diamant fut ouverte en 1972 et la ligne de la grande ceinture fut étendue jusque Boileau en 1975. Cette ligne de prémétro n’a pas été modifiée depuis et est parcourue par les lignes 7 et 25. L’axe prémétro de la grande ceinture croise la ligne 1 du métro à la station Montgomery et la ligne 5 à Pétillon.
Le 14 octobre 2010, la Ministre de la Mobilité a annoncé la réalisation d'une étude sur la réalisation d'une nouvelle station « en triangle » sous la place Meiser. Cette station serait pourvue de 2 rampes, l’une dans l’avenue Rogier pour permettre, à terme, le développement de la future ligne de métro vers la gare du Nord et l’autre dans l’axe de la moyenne ceinture en suivant l'actuelle ligne 7.
En mars 2022, la STIB annonce que le tunnel en prémétro de la grande ceinture sera prolongé sous la place Général Meiser, et seule la ligne 7 l'empruntera encore. La ligne 62 restera en surface. Quant à la ligne 25, son itinéraire sera modifié : un nouveau tronçon sera construit entre la place Meiser et l'hypermarché Cora de Woluwe-Saint-Lambert, où se situera le nouveau terminus de la ligne.

### Stations de l'axe de la grande ceinture
Stations existantes :
- Diamant
- Georges Henri
- Montgomery
- Boileau

Station en projet :
- Meiser[11]

### Lignes
Deux lignes parcourent l'axe de prémétro de la grande ceinture :
- la ligne 7 ;
- la ligne 25.

### Prolongement de l'axe
Le contrat de gestion de la STIB, version 2012, prévoyait à l'horizon 2020 la construction de tunnels à hauteur de l'avenue de la Plaine (et la gare d'Etterbeek) et du carrefour Meiser. L'axe prémétro de la grande ceinture serait ainsi prolongé tant vers le Nord que vers le Sud. En 2020, rien de tout cela n'a été réalisé ; par contre, les travaux ont commencé (voir plus haut) pour le prolongement de l'axe nord-sud.

## Sections courtes et stations individuelles
Les lignes 39 et 44 ont une courte section en prémétro à leur terminus Montgomery, les lignes 9 et 19 en ont une à la station Simonis et la ligne 18 a également une courte section en prémétro à son terminus Albert.